# Friedrich Ludwig Gottlob Frege
‎
Friedrich Ludwig Gottlob Frege, nemški matematik, logik in filozof, * 8. november 1848, Wismar, Mecklenburg, Vzhodna Pomeranija, Nemčija, † 26. julij 1925, Bad Kleinen, Mecklenburg.

## Življenjepis
Frege je študiral na univerzah v Jeni in v Göttingenu. Doktoriral je leta 1873 v Göttingenu. Pozneje se je pridružil matematični fakulteti v Univerzi Friedricha Schillerja v Jeni. Zagovarjal je logicizem. Pomemben je na področju filozofije logike in matematike, utemeljil je sodobno matematično logiko. Njegov cilj je bil uvesti strogost v matematične dokaze in zagotoviti trdnost matematične resnice. Poskušal je izpeljati aritmetična načela iz logičnih načel. Soočil se je z nejasnostjo navadnega jezika in neustreznostjo razpoložljivih logičnih sistemov. V simbolno logiko je uvedel nekaj izboljšav v Boolovo logiko s tem, da se ni strogo držal matematičnega kopita. Začel je uporabljati za logiko primernejše znake (simbole). Tako je izumil mnogo simboličnih zapisov, kot so kvantifikatorji in spremenljivke, posebni znaki za logične operacije »ali«, »če potem«. S tem je ustvaril logični sistem za opis matematike, ki je predstavljal precejšnje izboljšanje glede na do tedaj uporabljano silogistično logiko. Ukvarjal se je tudi s splošnimi vprašanji filozofske logike in semantike. Njegova teorija pomena, ki temelji na raziskovanju tega, kar izraz označuje, in tega, kar izraža, je vplivna še danes. 
Frege si je prizadeval zagotoviti matematično gotovost na čisto logičnih osnovah, vendar je ta poskus opustil, ko mu je Russell pokazal, da je njegov sistem protisloven. Leta 1880 je Frege začel uresničevati svoj obsežen poskus uporabe simbolne logike v aritmetiki in izgradnje vse matematike na strogi in neprotislovni osnovi. Prvi zvezek tega velikega dela je izšel leta 1893, drugi pa 1903, Osnovni zakoni aritmetike: tolmačenje sistema, (Grundgesetze der Arithmetik), (2. zvezka 1893 - 1903). Deli iz te knjige so prevedeni v angleščino kot The Basic Laws of Arithmetic: An Exposition of the System, (1965). Ko je bil 2. del že v tiskarni, mu je Russell zastavil vprašanje, kako bi v svojem sistemu razrešil znameniti Russellov paradoks: 'Razred' je skupina podobnih stvari. Nekateri razredi imajo lahko tudi samega sebe za element, drugi spet ne. Ali je razred vseh razredov, ki niso svoji elementi sam svoj element ali ni? Ko je Frege vprašanje proučil, je spoznal, da ga v svojem logičnem sistemu ne more razrešiti. Tako je bil prisiljen dodati 2. zvezku svojega življenjskega dela še eno poglavje, v katerem je ugotovil, da je bilo njegovo razmišljanje omajano v samih temeljih in je bilo zato neučinkovito. 
Najpomembnejše je njegovo delo Pojmovni zapis, (1879), (angleški prevod Conceptual Notation, 1972), ki vsebuje tudi Osnove aritmetike, (1884), (angleški prevod The Foundations of Arithmetic, 1950).